# Jät
Jät är kyrkby i Jäts socken söder om Växjö i Småland. Jät ligger i närheten av sjön Åsnen. 
År 2000 räknades en del av Jät som småort av SCB.
Byn var tingsplats i Kinnevalds härad och är känd för sin medeltida kyrka.